# Estação Dvigatielh Revoliutsii
Dvigatielh Revoliutsii (em russo:  Двигатель Революции) é uma das estações da linha Avtosavodskaia (Linha 1) do Metro de Níjni Novgorod, na Rússia. Estação «Dvigatielh Revoliutsii» está localizada entre as estações «Proletarskaia» e «Zaretchnaia».